# Androcalva incilis
Androcalva incilis är en malvaväxtart som beskrevs av C.F.Wilkins. Androcalva incilis ingår i släktet Androcalva och familjen malvaväxter. Inga underarter finns listade i Catalogue of Life.